# Augustines de l'ordre de la Pénitence de la Madeleine

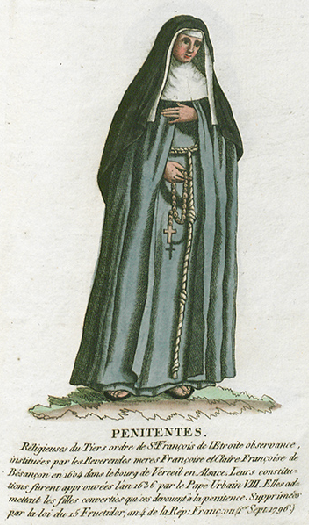
Une Pénitente.

Les Filles Rendues de Paris ou Filles Pénitentes, devenues Augustines de l'ordre de la pénitence de la Madeleine, également dénommées Maglorines, Filles de Saint-Magloire, religieuses Augustines de Saint-Magloire ou religieuses Augustines Pénitentes de Paris, surnommées par le peuple Filles de Paris, est un ordre religieux catholique français fondé à la fin du XVe siècle, à la suite des prédications de Jean Tisserand, prédicateur cordelier, à Notre-Dame de Paris.
Leur couvent était installé dans l'hôtel d'Orléans à l'emplacement de l'actuelle Bourse de commerce puis, de 1572 jusqu'à la suppression de la communauté religieuse en 1790, dans les bâtiments de l'abbaye Saint-Magloire rue Saint-Denis.

## Historique

### Fondation de l'ordre en 1492-1494
Le collège des Filles de Paris de l'ordre de Sainte Marie-Madeleine (appelé ensuite refuge des  Filles pénitentes, ou simplement Pénitentes, ou encore Repenties, parfois confondues avec les Madeleines ou Madelonnettes) a été fondé en 1492 (d'après Félibien), ou en 1493, ou 1494 (d'après Du Tillet dans sa Chronique des Rois de France), à la suite de deux années de prédication du Carême et de l'Avent de Jean Tisserand, prédicateur cordelier, à Notre-Dame de Paris.
Environ deux cents femmes de « mauvaise vie » « jeunes et belles » furent converties : « Dieu donna du courage à Jean Tisserand. Lorsqu'il prêcha à Notre-Dame devant l'évêque de Paris, il convertit à Dieu plusieurs filles et leur donna le statut de Pénitentes. C'était merveille de voir un tel mérite chez ce père. ». Jean Tisserand devint leur aumônier et composa pour elles des Noëls pour « Filles Rendues à Paris » et des hymnes.

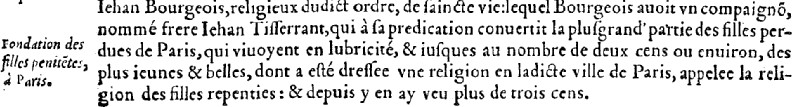
Nicole Gilles, Les Annales et Chroniques de France, depuis la destruction de Troye jusques au temps du Roy Louis onziesme, jadis composees par feu maistre Nicole Gilles, Imprimees nouvellement sur la correction du Signeur Denis Sauvage de Fontenailles en Brie, et additionnees, selon les modernes historiens, iusques à cet an Mil cinq cens cinquante trois, page CXIV.

Plus tard, Jean Nicot dans son Trésor de la Langue française (1606), reprenant mot pour mot le récit de Nicole Gilles donne cette définition à l'article « Filles » :
 « Filles Penitentes, ou Repenties, sont celles qui laissants la vie lubrique se pendent au monastere de la religion dressée pour telles Penitentes. Nic. Giles en la vie de Charles VIII. Frere Jan Tisserant, Mineur Observantin, à sa predication convertit la plus grand'partie des filles perduës de Paris, qui vivoient en Lubricité, et jusques au nombre de deux cens ou environ, des plus jeunes et belles, dont a esté dressée une religion en laditte ville de Paris, appelée la religion des filles repenties. et depuis y en ay veu plus de trois cens. Cette compagnie dont le monastere estoit fondé en la ruë d'Orleans, a depuis quelque temps esté translatée en la ruë S. Denys en l'abbaye S. Magloire ». 
On voit bien ici que si le terme de « repenties » existait déjà ainsi que les ordres de la pénitence, c'est l'institution de Jean Tisserand qui retint l'attention des contemporains, du fait de son alliance avec le roi.

### Statuts édictés en 1497
Leur nombre s'étant accru en peu de temps, on fut obligé de faire la quête dans la ville. Les autorisations furent accordées par les lettres patentes de Charles VIII de France du  14 septembre 1496, le pape Alexandre VI leur donne la Règle de saint Augustin par une Bulle du mois d'octobre 1497. Les rois visitèrent ce couvent, Louis XII (elles sont alors 80, encadrées par une parente du roi), François Ier, Henri II, François II et Charles IX de France. Les statuts furent édictés en 1497 par Jean-Simon de Champigny, évêque de Paris, et Charles VIII de France fut désigné dans les statuts comme leur fondateur. Les statuts édités en lettres gothiques portent au frontispice une image de Sainte Marie-Madeleine entourée de religieuses  portant ces mots : « La Règle, et constitutions  processions et autres doctrines pour les filles pénitentes : dites les filles repenties, utiles et profitables pour tous ceux qui le liront et considéreront. »

### Réforme en 1616

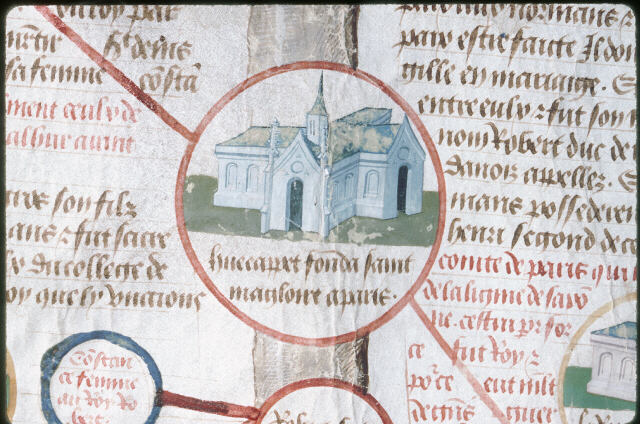
L'abbaye Saint-Magloire.

Il fallut cependant faire venir huit religieuses de Montmartre le 2 juillet 1616, dont mère Marie Alvequin (qui restera supérieure pendant 32 ans, jusqu'à sa mort en 1648) et Adrienne Colbert, parente du grand Colbert pour rétablir la Règle, après un relâchement de l'ordre (dû à la Ligue) qui les avaient forcées en 1616 à sortir quêter. Ensuite, en 1617, les religieuses portèrent un voile noir à la place du blanc. On ne devait y admettre que des femmes avant l'âge de trente ans. On reçut au XVIIe siècle dans cette abbaye des femmes d'une conduite honnête, Vierges Consacrées, qui devinrent les Filles ou Dames de Saint-Magloire et non plus Pénitentes de Saint-Magloire. Au XVIIIe siècle, le couvent servit aux femmes de « mauvaise vie » qui faisaient pénitence et y demeuraient enfermées, mais sans vœu, comme maison de correction.

### Mères et mères supérieures
- Jehanne Bordière (1510)
- Louise Bustangière (1572)
- Jeanne Giffart (1575)
- Guillemette Bezart( 1579)
- Marguerite Tesson (1602)
- Marie Alvequin (1616-1648)

## Fonctionnement

### Mode de vie et admission
« Voyant les filles de Paris qui toutes sont vestues de blanc,
Suyvant Iesus et ses amis suivant Iesus […] »

Ce Noël  dépeint les Filles de Paris toutes vêtues de blanc. Elles portaient un voile blanc, symbole et la pureté reconquise et du sang de l'Agneau qui les avait rachetées, et en 1550 elles furent obligées de garder la clôture, dans le parc entouré d'une muraille sans échelle et sans ouverture, et nul n'était admis chez ces « encloses et recluses »  que les ouvriers (maçons, couvreurs), le médecin chirurgien, le roi, la reine et les princes de sang, les évêques et les prélats, en présence de sœurs. Il y avait une sœur guichetière chargée de clefs et, en plus des mères et sous-mères, comme dans les autres monastères, deux cellérieres, deux sœurs boursières, tourière, portière, secretaine (chargée des calices), chantre, etc. Terrasson nous dit qu'il y avait des gouvernantes, Gubernatrices Filiorum Paenitentium et une Maîtresse, Magistra Filiorum Paenitentium et sous-maîtresses. Les aumônes en linge étaient enfermées dans un coffre à quatre serrures. Plus tard, elles furent vêtues comme les minimes en gris avec un voile noir.

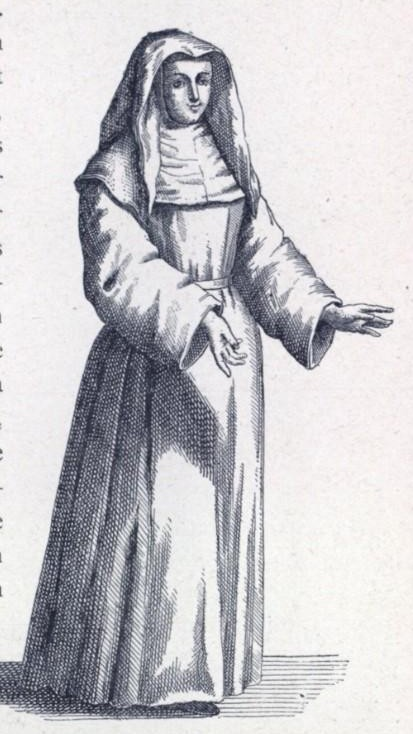
Costume original des Filles Pénitentes de Paris avant leur réforme, d'après Poilly, C. Piton. confirmé par le Frontispice des statuts, Règlements et Constitutions.
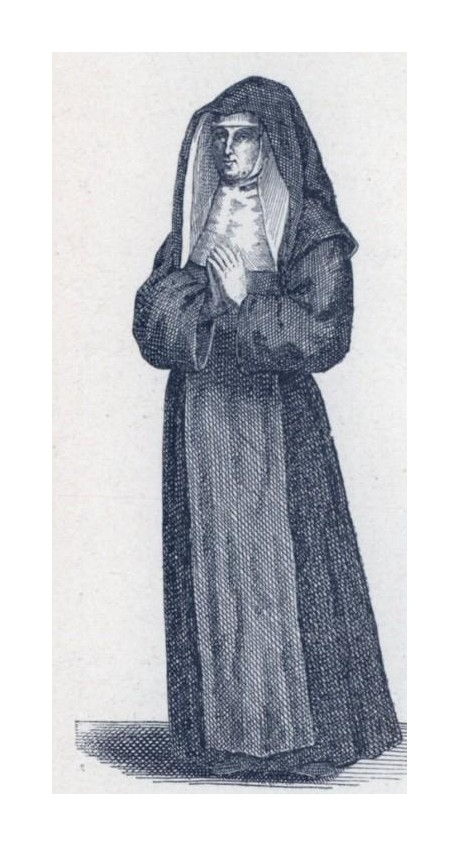
Habillement des Augustines Pénitentes après leur réforme de 1617, voile noir et gris minime, d'après Poilly, C. Piton.

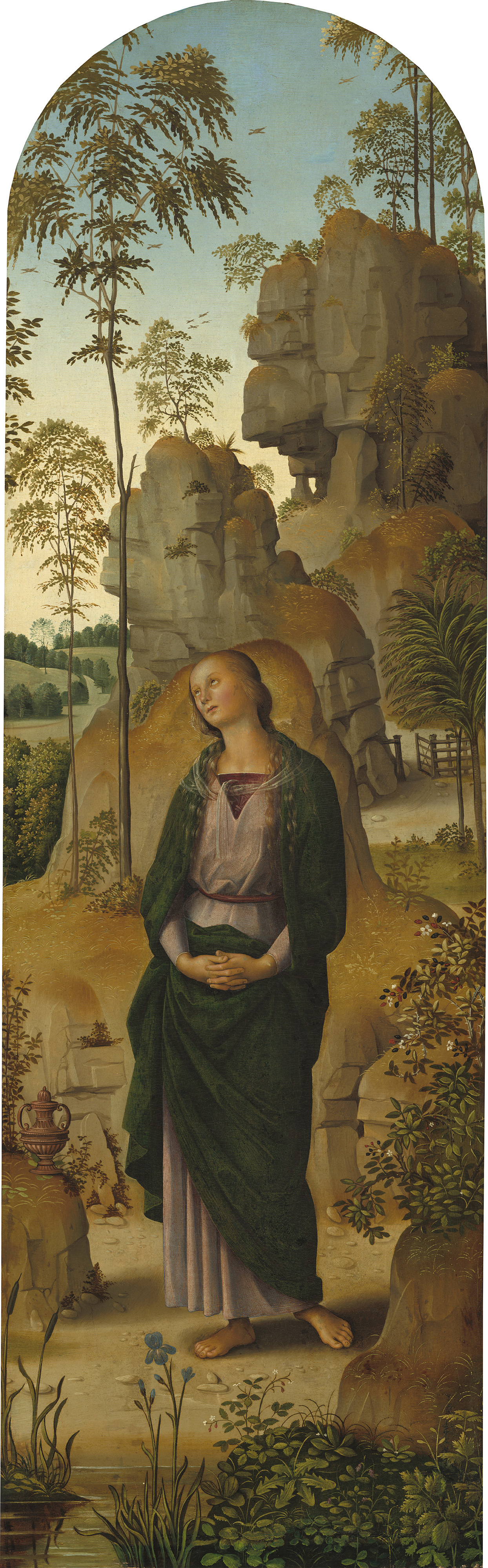
Le Pérugin, Sainte Marie Madeleine (vers 1482), Washington DC, National Gallery of Art.

La vêture se faisait en présence du peuple : revêtue d'un simple couvre-chef, les cheveux pendants qu'on leur coupait alors, une pièce d'étoffe noire sur la poitrine, un cierge ardent devant elles. Un an plus tard, elles pouvaient prononcer leurs vœux religieux sur des papiers, qui étaient écrits et signés, parfois d'une simple croix à l'encre si elles ne savaient pas écrire, et remis aux mères et sous-mères. Cependant pour y être admises, elles devaient jurer (et les femmes qui les visitaient) sur les Évangiles, avoir eu une vie dissolue et vécu dans le libertinage. Elles devaient aussi jurer, devant le confesseur et six religieuses sous peine de damnation éternelle, ne pas être prostituées exprès pour devenir religieuses et qu'elles avaient péché sans intention pieuses. Cet examen n'était pas réitérable afin que les jeunes filles ne se prostituent pas volontairement pour y entrer, et si on découvrait ce fait alors qu'elles étaient religieuses, elles étaient renvoyées : beaucoup de filles pressées par la misère ou par leurs parents, cherchaient en effet à  devenir religieuses. Plus tard ne furent admises à prononcer leurs vœux et devenir religieuses que celles qui le désiraient, et non les filles enfermées par leur famille, parfois de force. Leur nombre ne fit que décroître avec le temps : au début 200 (prédication de Jean Tisserand) ; puis 300 peu après ; mais 80 ensuite en 1580, en 1729 en comptait encore 52 religieuses et en 1756 on en comptait que 23, en 1790 elles étaient 18 servies par neuf domestiques.
Elles formaient un ordre régulier de religieuses Augustines : elles se levaient à minuit, et offices religieux et heures de travail se succédaient, jours de chapitres, d'abstinence, trois fois par semaine, et aussi de « discipline ». Tous les trois ans on y élisait une supérieure, laquelle pouvait être reconduite jusque cinq fois (la première supérieure fut Louise de la Bustangière) et furent nommées « religieuses Augustines de  Saint-Magloire » ou « religieuses Augustines Pénitentes de Paris » mais étaient surnommées par le peuple « Filles de Paris » car elles devaient, comme les autres ordres mendiants, vivre d'aumônes (elle recevaient aussi des donations annuelles du roi, en grain et en sel) et quêtaient dans les rues de Paris, jusqu'à ce que dotées, elles observent une stricte clôture. Ces Augustines Pénitentes eurent des frères quêteurs et religieux confesseurs (selon les statuts de Jean Simon de Champigny) demeurant hors de la clôture et dont les vœux se faisaient à la grille entre les mains de la supérieure et du père confesseur, vêtus de chaperons et de robes de laine grise avec une autre robe de laine blanche par-dessous. On pressa le curé Olier de devenir leur supérieur mais il refusa cet emploi.

### Revenus
« Aux pauvres filles pénitentes, dix livres parlsis, en pitié et aumosme, pour avoir du. pain dont elles ont grand nécessité et souffrette […] »
Au  début de leur fondation, les Repenties ont vécu d'aumônes et de quêtes : une sœur s'occupait des  ressources et aumônes  ainsi reçues.
Le 14 juillet 1498, un don de 1 200 francs aux Filles Repenties de la maison ou hôtel d'Orléans fut prodigué par le roi et l'archevêque de Rouen et le maître d'hôtel Raoul du Refuge.
Pour les dédommager de la perte de leur hôtel, Marie de Médicis engagea ses enfants à leur faire du bien : Charles IX de France leur assura une rente de 2 000 écus à perpétuité accordée par le roi Henri II de France pour neuf ans et la Reine Marie de Médicis leur donna mille livres tournois de rentes à prendre sur l'hôtel de ville de Paris, et s'engagea à leur faire donner par les ducs d'Alençon et d'Anjou, mille livres de rente par un acte passé en bonne et due forme :
Le roi Henri IV les exempta d'impôts au même titre que les ordres mendiants et leur donna une rente de 450 livres (lettres patentes du 2 décembre 1579).
Plus tard, les revenus varièrent souvent et ne furent pas considérables. En 1729, les recettes montaient à 10 836 livres 14 sous 11 deniers et les charges à 4,59 livres 4 sous et 11 deniers, ce qui donnait un revenu net de 16 277 livres et 10 sous.
Le  1er mars 1790, Adrien François Oudin, procureur au Châtelet, déclara au nom des dames religieuses de Saint-Magloire que le revenu de ce monastères consistait en : 
- 4 500 livres provenant des locations des appartements occupés par les dames pensionnaires ;
- 5,9146 19s. provenant des loyers des maisons situées rue saint  Denis ;
- 5 200 1,4. de rentes sur l'hôtel de Ville ;
- 2 390 livres payées par les fermiers généraux comme indemnité de l'entrée  sur les vins ;
- 6 livres 15 sous dus par l'hôtel Dieu de Paris pour fondations.

Les charges consistaient en frais de sacristie et de fondation : 663 livres, 15 s. en décime, frais de culte, capitations :  7 674 livres 5 s. et 3 livres de cens pour une maison payée au grand prieur de France.

## Implantations
Nous ne savons pas où elles furent tout d'abord logées.

### Hôtel d'Orléans
Elles sont d'abord installées en 1498 dans une partie de l'hôtel du Bouchage (ou de Brehaigne, c'est-à-dire de Bohême), appelé aussi l'hôtel d'Orléans par le duc Louis d'Orléans.
La  Maison du chaudron (à l'enseigne du chaudron) dans laquelle se trouvait enclavé l'hôtel d'Orléans est achetée le 10 février 1501.
Le futur le roi Louis XII, ayant donné une autre partie de l'hôtel à son valet Pierre Le Brun ou l'ayant perdu au jeu contre Robert de Framezelles, les religieuses le lui rachètent pour le prix de 2 000 écus d'or couronnés. Elles occupent dès lors l'hôtel d'Orléans tout entier, nommé ensuite hôtel de Soissons, situé rue d'Orléans-Saint-Honoré, à charge de prier chaque jour pour la santé et prospérité du roi. Il fallut murer les portes à cause de la clôture, n'en laissant qu'une seule mais elles avaient propriété du parc et du jardin.

### Abbaye Saint-Magloire rue Saint-Denis
Marie de Médicis à laquelle un astrologue venait de prédire qu'elle mourrait près de Saint-Germain, voulut y faire construire un palais, et les fit déménager  dans la chapelle Saint-Georges de l'abbaye de Saint-Magloire, par lettres du  17 septembre 1572. Arnoul Boucher seigneur d'Orsay, maître des requêtes ordinaires et premier président au grand conseil, et A. de Masparnault, conseiller et maître de requêtes furent chargés de la translation des pénitentes et des religieux. Cette abbaye était située à l'emplacement de l'actuel no 82 rue Saint-Denis au coin de la rue Saint-Magloire, dont elles prirent le nom. Marguerite Motrot était alors leur supérieure. Les anciens religieux durent déménager malgré leurs protestations dans l'église Saint-Jacques-du-Haut-Pas.
La communauté religieuse est supprimée en 1790. L'église et les bâtiments de l'ancien couvent Saint-Magloire sont ensuite détruits.
Les religieuses disposaient, à l'hôtel d'Orléans comme à l'abbaye Saint-Magloire, d'une fontaine dite  « fontaine des Pénitentes », « du gros du rond d'un pois » selon la classification des fontaines de l'époque (concessions de Louis XII et Charles IX de France).

Plan de Truchet et Hoyau dit plan de Bâle (vers 1550, publié en 1553) : Filles Repenties, hôtel d'Orléans.
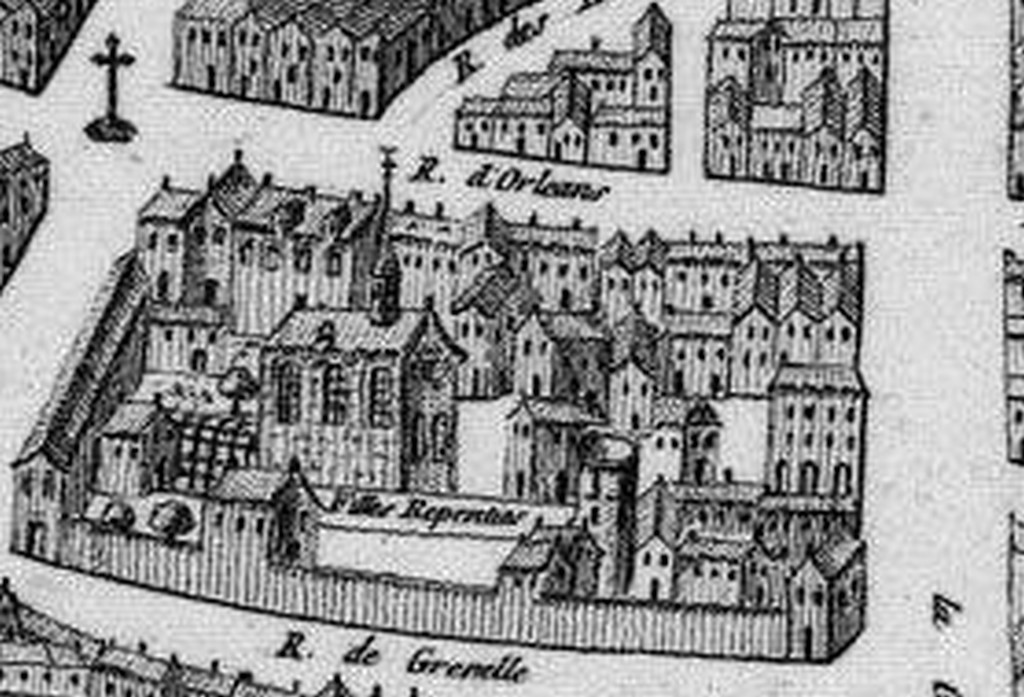
Plan de Saint-Victor (vers 1550, d'après la reprise de Dheulland en 1756) : Filles Repenties, hôtel d'Orléans.
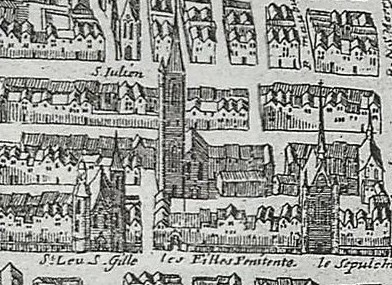
Plan de Tavernier (vers 1630) : Filles Pénitentes de Saint-Magloire, rue Saint-Denis.

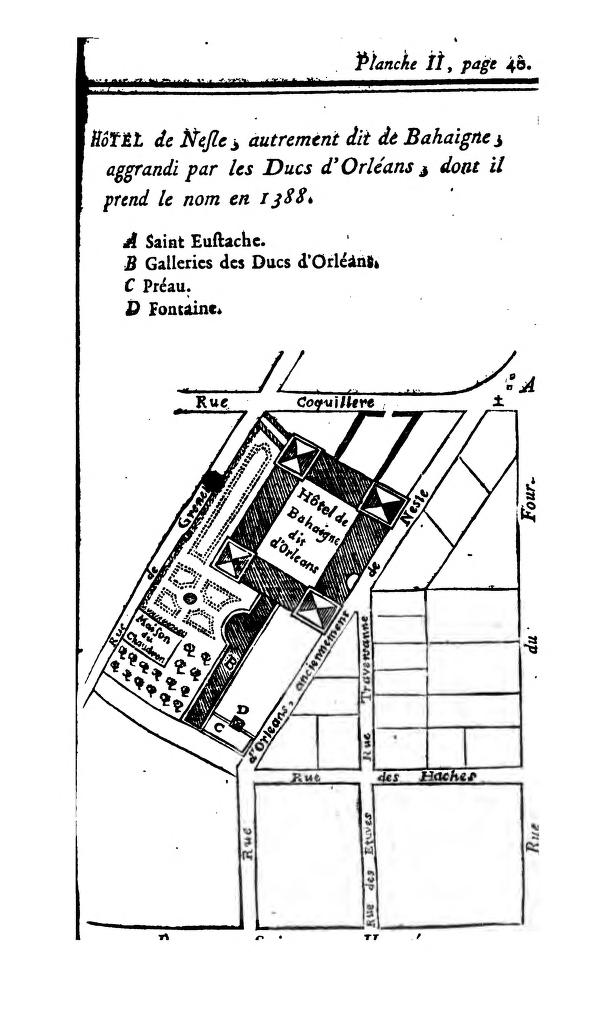
Terrasson, Mélanges d'histoire, de littérature, de jurisprudence littéraire, de critique…  (1768), Histoire de l'hôtel de Soissons, plan de l'hôtel de Behaigne et Maison du Chaudron.
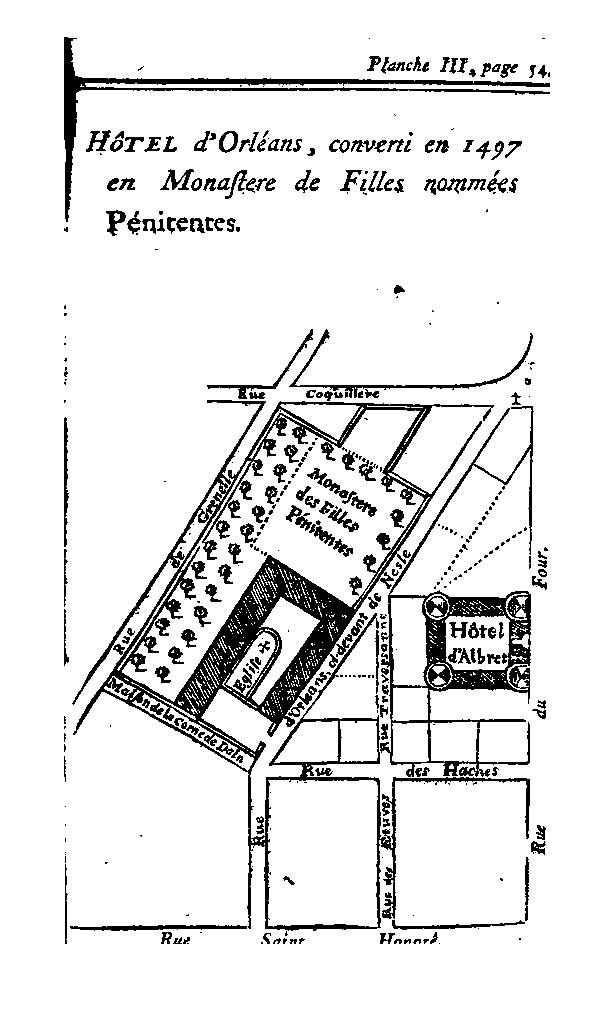
Terrasson, Mélanges d'histoire, de littérature, de jurisprudence littéraire, de critique… (1768), plan  du Monastère des Filles Pénitentes une fois installées.
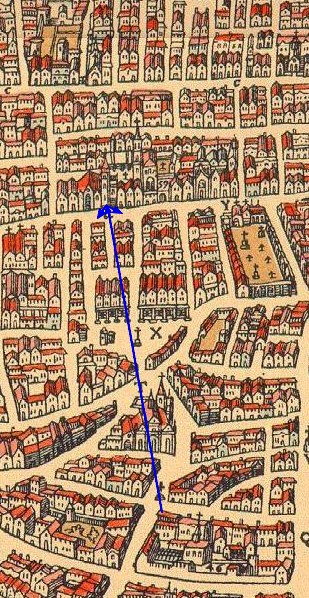
Plan de Belleforest (1572). Légende du plan : (46) Les Filles Pénitentes, où elles estoient ci deva / (59) Saint-Magloire, actuellement les Filles Pénitentes.
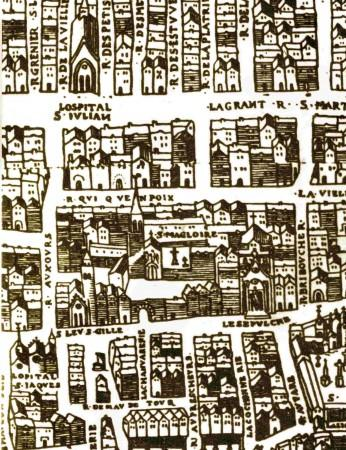
Plan de Truschet et Hoyaux, abbaye de Saint-Magloire.

### Cimetière
Les religieuses étaient inhumées dans une sorte de niche creusée dans le mur. Diane de Poitiers demanda qu'on fit pour elle un service funèbre aux Filles Repenties de Paris en 1564,,.
Dans le monastère de Saint-Magloire se trouvait le mausolée d'André Blondel de Rocquencourt, mort en 1558, contrôleur général des finances. Il avait voulu être inhumé chez les Filles Pénitentes lorsque ces religieuses occupaient l'hôtel d'Orléans et sa veuve orna sa sépulture d'un mausolée de bronze dû à Jean Goujon (jadis attribué à Ponce Jacquiot). Les Filles Repenties déménageant à Saint-Magloire laissèrent les restes de Blondel à l'hôtel d'Orléans, mais elles  emportèrent le mausolée de bronze qui fut après 1789, transféré au musée des monuments français. À Saint-Denis on put aussi y être enseveli comme le montrent ces épitaphes : « Appelé Jean Aumont, vigneron de Montmorency, depuis retiré à Paris, chez M. Prévost, marchand de fromage, rue des Prêtres à la Halle, et enterré aux Filles pénitentes, rue Saint-Denis » ; « D. O. M. - Ici repose le corps - de Jean Aumont - dit de la Croix de Montmorency - âgé de 80 ans, 5 mois - décédé le 19° d'avril - et inhumé le 21 du même mois 1689 - Requiescat in Pace. - Aux filles Pénitentes de Saint-Magloire, rue Saint-Denis à Paris, première chapelle, joignant la sacristie, du côté de l'Epître. »
François Poilly fit deux gravures représentant le costume des religieuses.
Le couvent fut fermé en 1790 pendant la Révolution, vendu le 6 vendémiaire de l'an V (27 septembre 1796) et sur son emplacement on ouvrit l'impasse Saint-Magloire.

## Autres ordres de filles repenties
Dès l'origine la religion chrétienne fait une place aux prostituées repenties dans le Royaume de Dieu. « Jésus leur dit :  Amen, je vous le déclare : les publicains et les prostituées vous précèdent dans le royaume de Dieu. Car Jean Baptiste est venu à vous, vivant selon la justice, et vous n’avez pas cru à sa parole ; tandis que les publicains et les prostituées y ont cru. Mais vous, même après avoir vu cela, vous ne vous êtes pas repentis pour croire à sa parole. » (Matthieu, Chapitre 21, 28-32).
Cet ordre de Repenties Sainte-Magdeleine existait donc déjà en Allemagne depuis le Moyen Âge (par exemple dans l'hôpital de Saint Quirin à Huy, les religieuses repenties de Saint Augustin, 1288). Il se répandit dans toutes les grandes  villes de France comme Avignon, Lille, Lyon, Marseille, Montpellier ou Metz, Strasbourg, Saint-Omer en 1485. Il existait différents ordres pour filles repenties : il ne faut pas confondre les Filles-Pénitentes avec les Filles-Dieu — les Religieuses de Fontevrault — ou les Madelonnettes. Il ne s'agit pas d'un ordre religieux à proprement parler, puisqu'il n'existe aucune règle monastique distincte, mais d'un processus de modification des perceptions et de l'idéologie des autorités municipales. Si l'on considère les maisons de Repenties d'Avignon et de Montpellier, toutes deux ont été créées par les consuls et non par l'évêque ou la papauté. Un autre ordre les imitant se créa également, les Filles pénitentes de Sainte-Valère, en 1706, dans une maison située rue de Grenelle-Saint-Germain. Leur règle fut aussi appliquée par le père Matthieu de Toulouse au début du XVIe siècle pour réformer de filles auxquelles il fit embrasser la profession religieuse. Plus tard l'ordre des Filles Repenties de Saint-Magloire se scinda en trois congrégations différentes qui avaient le même but : la première ou ordre de Sainte-Madeleine, pour celles qui observaient la  pénitence et continence totale, la seconde celle de Sainte-Marthe, n'avaient pas que des vœux simples et on leur permettait de se marier si elles étaient recherchées par des « hommes d'honneur », la troisième celle de Saint-Lazare, était une maison de correction pour « filles perdues » qu'on retenait de force.

### Bibliographie

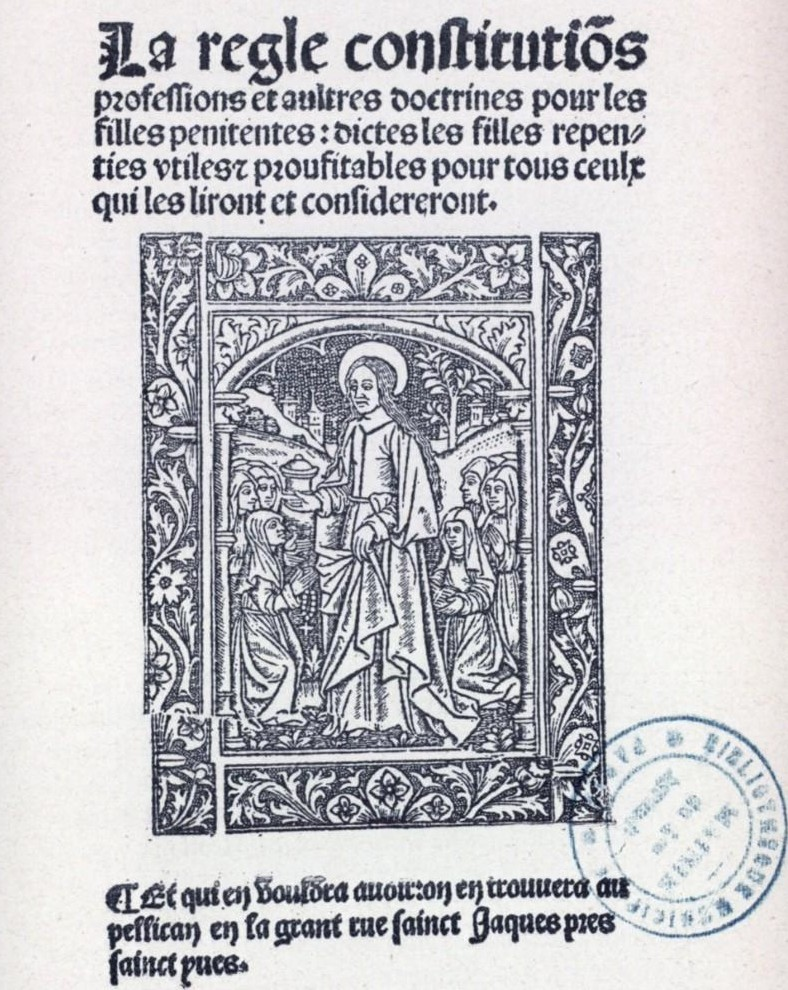
Camille Piton, Histoire de Paris. Topographie. Murs - usages - origines de la haute bourgeoisie parisienne : Le quartier des Halles. Bois sur le titre représentant les filles repenties agenouillées devant Sainte Marie-Madeleine avec en fond les tours de l'hôtel d'Orléans qui leur fut donné. L'adresse sur le titre Au pellican en la grant rue Sainct Jaques près Sainct Yves est celle de Marnef, entre 1481 et 1526. L'édition est postérieure au don fait par Louis XII aux religieuses de l'hôtel de Behaigne ou d'Orléans en mars 1499, et sans doute pas être très postérieure à la mort de l'évêque de Paris, Jehan Simon de Champigny en 1502.

#### Archives
D'après Jean Leboeuf (Histoire de la ville et de tout le diocèse de Paris, Volume 2), restent aux Archives nationales un  Inventaire des papiers, titres et contracts quy sont dans le deposl appartenant au monastère de Saint-Magloirc de fondation royale, des religieuses Augustines pénitentes à Paris, faite l'an de grâce 1687. Le premier registre (S. 4743) est intitulé : « Registre contenant tous les revenus de nostre monastère de Saint-Magloire commençant en l'année 1603 », in-fol. ; le second (S. 4746) : « Inventaires des papiers, tiltres et contracts quy sont dans les dépôts apartenanl au monastères [sic] de Saint-Magloire de fondation royal [sic], des religieuses Augustines pénitentes à Paris, fait l'an de grâce 1670 », in-fol.

#### Sources Historiques
- Dévote contemplation excitant à la crainte de Dieu, moult utile et propice à ung chacum pécheur voulant penser de son salut, laquelle chantent les Filles repenties à Paris, par dévotion. - « À la fin » : Ci finit la Dévote contemplation, nouvellement composée à Paris à la requeste des Filles rendues. Imprimée par maistre Guillaume Guerson de Villelongue, demourant devant le Colliège de Reins, en l'ostel qui fait le coing du costé Saincte Geneviefve, et là on les trouvera avec plusieurs beaux livres nouveaux, tant en latin qu'en françois, de diverses sciences et facultés Tisserand, Jean (O.F.M., Le P.)BnF.
- Jean Simon de Champigny, Règles et Constitutions des filles repenties, vers 1500, Lettres Gothiques, voir BnF, reproduites dans le livre de Camille Piton.
- Annales des Filles Repenties (Archives nationales).

#### Biographies
- René Biesse, La vie de Mère Marie de Alvequin Superieure des filles pénitentes de l'ordre de saint Augustin, Paris, 1649.
- Jerôme Lacoux de Marivaut, La Vie et de la vénérable Mère Marie Alvequin de Jésus, religieuse de Montmartre supérieure et refomatrice des Dames Augustines de St Magloire, dites Pénitentes, Paris, 1687.

#### Sources anciennes
- Pierre Helyiot, Histoire des ordres monastiques, religieux et militaires, Volume 3, Chapitre XLVIII (en ligne).
- Jean Baptiste Michel Jaillot, Recherches critiques : historiques et topographiques sur la ville de Paris (en ligne).
- Antoine Terrasson, « Histoire de l'hôtel de Soissons, Filles Repenties », in Mélanges d'histoire, de littérature, de jurisprudence littéraire, de critique…, 1768, p. 44. [avec textes  originaux et sources] ([lire en ligne]).

#### Livres contemporains
- Camille Piton, Histoire de Paris. Topographie. Murs - usages - origines de la haute bourgeoisie parisienne : Le quartier des Halles, avec 300 illustrations, portraits et plans, Chapitre sur les Filles Repenties, illustrations de Poilly  (ISBN 1-4212-4396-2) [lire en ligne].